# Olivier I de Clisson
Olivier I de Clisson (ca. 1205 - 1262) was een Bretonse edelman, die zich verzette tegen de hertog van Bretagne, Jan I de Rosse.
Als een van de meest illustere leden van het huis de Clisson, wordt hij ook wel Olivier de Oude (Olivier le Vieil) genoemd. Hij was de zoon van Willem de Clisson en Constance de Pontchâteau (ca. 1190 - 1244). Hij werd, volgens het gebruik van die tijd, door het tweede huwelijk van zijn moeder in 1225, met heer Hervé I de Blain (ca. 1195 - 1236), erfgenaam van het kasteel van Blain.
Olivier was een autoritair man die geen tegenspraak dulde en liet zich door niemand iets in de weg leggen. Hij durfde het op te nemen tegen de hertog van Bretagne, Jan I de Rosse, en trok ten strijde tegen hem. Hij verliet met behoorlijk minder macht deze strijd, daar de hertog zijn landen in beslag nam en hem verplichtte om zijn kastelen te ontmantelen. Bij de overgave verwaardigt de hertog zich niet eens om deze met Olivier I te bespreken. Hij verkoos om zich hiervoor te richten tot diens zoon, Olivier de Jonge, geboren uit het huwelijk van Olivier I met Plaisou La Roche-Derrien, dochter van Conan I de Penthièvre (1160-1202).

## Referentie
- Dit artikel of een eerdere versie ervan is een (gedeeltelijke) vertaling van het artikel Olivier Ier de Clisson op de Franstalige Wikipedia, dat onder de licentie Creative Commons Naamsvermelding/Gelijk delen valt. Zie de bewerkingsgeschiedenis aldaar.